# Nagato Yuki-chan no Shōshitsu
Nagato Yuki-chan no Shōshitsu (jap. 長門有希ちゃんの消失, dt. „Das Verschwinden von Yuki Nagato“), im englischen Nebentitel auch The Vanishing of Nagato Yuki-chan genannt, ist eine Manga-Reihe von Puyo. Die romantische Komödie ist ein parodistisches Spin-off von Nagaru Tanigawas Light-Novel-Reihe Suzumiya Haruhi no Yūutsu und basiert auf der im vierten Band bzw. Kinofilm Suzumiya Haruhi no Shōshitsu gezeigten Alternativwelt in der alle fantastischen Figuren der Romanreihe normale Menschen sind.

## Handlung
Die schüchterne Yuki Nagato ist die Vorsitzende der Literatur-AG an ihrer Schule, auch wenn sie die ganze Zeit mit Computerspielen verbringt. Die beiden anderen Mitglieder sind ihre beste Freundin Ryōko Asakura, die wegen Yukis Unbeholfenheit sie ständig bemuttert, und Kyon in den sie verliebt ist. Im Verlauf der Handlung stoßen noch ihre Mitschülerinnen die zurückhaltende Schulschönheit Mikuru Asahina und deren „Beschützerin“ und Vorsitzende ihres Fanclubs Tsuruya hinzu, sowie später die einnehmende und charismatische Haruhi Suzumiya, die ebenfalls an Kyon interessiert ist, und deren sie liebender Mitschüler Itsuki Koizumi, die beide auf eine andere Schule gehen.

## Veröffentlichung
Der Manga wird von Puyo gezeichnet, der ebenfalls die Spin-offs Suzumiya Haruhi-chan no Yūutsu und Koizumi Itsuki-kun no Inbō zu den Figuren Haruhi Suzumiya und Itsuki Koizumi schuf. Der Manga erscheint seit dem 4. Juli 2009 (Vol. 1/2009) im Manga-Magazin Young Ace des Verlags Kadokawa Shoten. Bisher (Stand: Mai 2015) wurden die Kapitel auch in acht Sammelbänden (Tankōbon) zusammengefasst:
1. ISBN 978-4-04-715405-6, 4. Februar 2010
2. ISBN 978-4-04-715562-6, 25. November 2010
3. ISBN 978-4-04-715773-6, 3. September 2011
4. ISBN 978-4-04-120217-3, 2. Mai 2012
5. ISBN 978-4-04-120498-6, 26. November 2012
6. ISBN 978-4-04-120960-8, 26. Dezember 2013
7. ISBN 978-4-04-120960-8, 4. September 2014
8. ISBN 978-4-04-101755-5, 4. März 2015

In den USA wurde der Manga von Yen Press lizenziert, die ihn seit Oktober 2012 unter dem Titel The Disappearance of Nagato Yuki-chan verlegen. Daneben bot die 2013 eingestellte Online-Mangaplattform JManga den Titel ab 2011 an.

## Light Novel
Von Shin Araki stammt eine Adaption als Roman unter dem Titel Nagato Yuki-chan no Shōshitsu: To Aru Ichinichi (長門有希ちゃんの消失　とある一日; ISBN 978-4-04-102896-4). Dieser erschien am 1. April 2015 bei Kadokawas Light-Novel-Imprint Kadokawa Sneaker Bunko. Das Werk wird als Yonkoma-Roman beschrieben, nach dem Begriff Yonkoma-Manga zur Bezeichnung von Comic Strips die Geschichten in vier Panels erzählen, während hier jedes der 36 Kapitel aus je vier Seiten besteht.

## Anime
Studio Satelight adaptierte die ersten fünf Bände als Anime-Fernsehserie. Der Anime wurde wie genau sechs Jahre zuvor für den Film Suzumiya Haruhi no Shōshitsu am 18. Dezember 2013 durch ein „Verschwinden“ der Website haruhi.tv zur Serie Die Melancholie der Haruhi Suzumiya angekündigt. Der 18. Dezember ist dabei Suzumiya Haruhi no Shōshitsu das Datum, an dem die Alternativwelt, die die Vorlage für Nagato Yuki-chan no Shōshitsu ist, anfing.
Regie führte Jun’ichi Wada, während das Character Design von Ikuko Itō stammt. Die Erstausstrahlung des 16 Folgen umfassenden Serie erfolgte vom 4. April bis 18. Juli 2015 nach Mitternacht (und damit am vorigen Fernsehtag) auf Tokyo MX, sowie mit bis zu einer Woche Versatz auch auf AT-X, BS11, TV Saitama, Chiba TV, TV Kanagawa, Sun TV, TVQ Kyūshū, Shin’etsu Hōsō, Gifu Hōsō und Mie TV. Eine englisch untertitelte Fassung wird als Simulcast von Funimation gestreamt.
Im März 2015 wurde sie in Deutschland von Kazé lizenziert und als Das Verschwinden der Yuki Nagato veröffentlicht, sowie von Anime on Demand unter dem Titel Das Verschwinden der Nagato Yuki-chan als Simulcast gestreamt.

### Synchronisation
| Rolle           | japanischer Sprecher (Seiyū) |
| --------------- | ---------------------------- |
| Yuki Nagato     | Minori Chihara               |
| Kyon            | Tomokazu Sugita              |
| Ryōko Asakura   | Natsuko Kuwatani             |
| Haruhi Suzumiya | Aya Hirano                   |
| Tsuruya         | Yuki Matsuoka                |
| Mikuru Asahina  | Yūko Gotō                    |

### Musik
Die Musik zur Serie stammt von Tatsuya Katō. Der Vorspanntitel Fure Fure Mirai (フレ降レミライ) wurde von Aki Hata getextet, von Yūgo Sasakura komponiert und von den fünf Synchronsprecherinnen unter dem Namen „Mädchengruppe der Literatur-AG der Nordoberschule“ (北高文芸部女子会, Kitakō Bungei-bu Joshikai) gesungen. Das Stück lehnt sich von Titel, Melodie und Text an Hare Hare Yukai an. Der Abspanntitel Arigatō, Daisuki (ありがとう、だいすき) wurde ebenfalls von Aki Hata getextet, von Rino komponiert und von Minori Chihara gesungen.